# Tunggunjagir
Tunggunjagir is een bestuurslaag in het regentschap Lamongan van de provincie Oost-Java, Indonesië. Tunggunjagir telt 4441 inwoners (volkstelling 2010).